# Kill Me Baby
Kill Me Baby (キルミーベイベー, Kiru Mī Beibē) é um mangá yonkoma japonês escrito e ilustrado por Kaduho, que começou a ser serializado na revista Manga Time Kirara Carat, da Houbunsha, em julho de 2008. Segue o cotidiano escolar de Yasuna Oribe, sua amiga Sonya, uma assassina, e Agiri Goshiki, uma garota ninja. Uma adaptação em anime pela J.C.Staff foi ao ar no Japão entre 5 de janeiro de 2012 e 29 de março de 2012, com um episódio OVA lançado em 16 de outubro de 2013.

## Personagens
Yasuna Oribe (折部 やすな, Oribe Yasuna)
Voz de: Chinatsu Akasaki (Japonês), Hilary Haag (Inglês)
Uma estudante normal e auto-proclamada amiga de Sonya. Ela tem uma mente bastante simples e não tem medo de Sonya, apesar de ser uma assassina.
Sonya (ソーニャ, Sōnya)
Voz de: Mutsumi Tamura (Japonês), Luci Christian (Inglês)
Uma assassina treinada no exterior, frequentando uma escola regular. Como ela constantemente assume o trabalho de assassina, ela está constantemente alerta e frequentemente ataca Yasuna quando a pega de surpresa ou tenta fazer piadas com ela. Apesar de sua compostura difícil, ela tem medo de várias coisas, como baratas, fantasmas, animais selvagens e cães (até cães domésticos). Ela também demonstrou se importar um pouco com Yasuna.
Agiri Goshiki (呉織 あぎり, Goshiki Agiri)
Voz de: Ai Takabe (anime), Minami Shinoda (Kirara Fantasia), Rozie Curtis (Inglês)
Uma ninja de personalidade tranquila da mesma organização que Sonya. Ela se transferiu para a escola de Sonya para algumas tarefas e fica em uma antiga sala de clube ninja sem permissão. Ela frequentemente confunde Sonya e Yasuna com duvidosos 'ninjutsus'. Ela se mostra calma e tem cabelos compridos e arroxeados.
Unused Character (没キャラ, Botsu-kyara)
Voz de: Rie Kugimiya (Japonês), Brittney Karbowski (Inglês)
Uma personagem ruiva e de olhos verdes, sem nome, que deveria fazer parte do elenco principal, mas foi abandonada porque Yasuna supostamente assumiu todos os seus traços de personalidade. Desde então, ela prometeu vingança contra Yasuna e Sonya.

## Mídia

### Mangá
Kill Me Baby começou sua serialização na edição de julho de 2008 da revista Manga Time Kirara Carat depois que um protótipo da tira foi publicado em uma edição anterior da revista. Houbunsha publicou o primeiro volume de compilação em 27 de janeiro de 2009, com catorze volumes publicados.

### Anime
Uma adaptação de anime de J.C.Staff foi ao ar na TBS entre 5 de janeiro de 2012 e 29 de março de 2012. O tema de abertura é "Kill Me no Baby!" (キルミーのベイベー！, Kiru Mī no Beibē) de Mutsumi Tamura e Chinatsu Akasaki, enquanto o tema final é "Futari no Kimochi no Honto no Himitsu" (ふたりのきもちのほんとのひみつ, The True Secrets of the Pair's Feelings), de Tamura e Akasaki. Essas músicas-tema e toda a música de fundo são compostas pelo EXPO, um grupo de synthpop composto por Kimitaka Matsumae e Suguru Yamaguchi. A série foi licenciada na América do Norte pela Sentai Filmworks. Um álbum de CD, Kill Me Baby Super, foi lançado em 16 de outubro de 2013 e inclui um OVA.

## Recepção
Theron Martin, da Anime News Network, considerou o humor repetitivo e a animação medíocre como falhas da série, mas disse que era equilibrado. Aiden Foote, escrevendo para o Anime Reviews, também achou a animação medíocre, mas elogiou o "humor circense" do anime.